# Канарский диалект

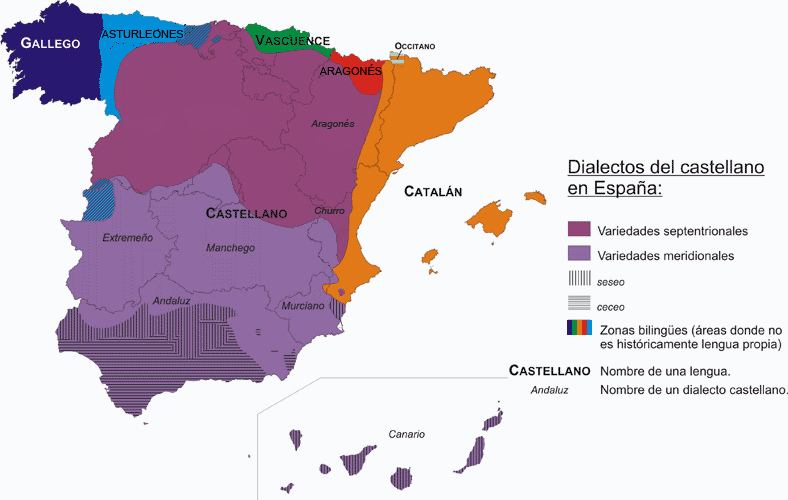
Языки и диалекты Испании в 1950 году

Канарский диалект испанского языка (исп. Español de Canarias, español canario, habla canaria, или dialecto canario) — вариант испанского языка, используемый жителями Канарских островов. Канарский диалект похож на андалузский диалект, на котором говорят в Западной Андалусии и особенно схож с карибским испанским и другими латиноамериканскими диалектами испанского языка благодаря эмиграции жителей Канарских островов в регион Карибского бассейна и Латинской Америки. В Карибском бассейне языковые конструкции канарского диалекта не расцениваются как чужеродные.
Проникновение испанцев на Канарские острова началось в XV веке при короле Кастилии и Леона Энрике III и завершилось при католических королях. Экспедиции для покорения Канарских островов направлялись в основном из портов Андалусии, в силу чего на островах преобладали андалузцы со своим диалектом. Ещё раньше на Канарских островах были колонии португальцев, но они в конечном счёте были вытеснены испанцами. До испанского завоевания Канарские острова населяли гуанчи, которые говорили на берберских диалектах. После испанского завоевания и ассимиляции гуанчей, гуанчский язык практически вышел из употребления, остались лишь некоторые названия растений и животных, и многочисленные топонимы острова гуанчского происхождения.

## Лингвистические особенности

### Грамматика и фонетика
- Как и в большинстве диалектов испанского языка, используемых за пределами материковой части Испании, вместо сложных форм глагола используются простые, например, hoy visité a Juan ('сегодня я посетил Хуана') вместо hoy he visitado a Juan[3][4].
- Как и в большинстве диалектов испанского за пределами центральной и северной Испании, в канарском диалекте используется местоимение ustedes для всех форм 2-го лица множественного числа (например, вместо vosotros Estais говорят ustedes Estan). Местоимение vosotros употребляется только на островах Эль Йерро, Ла Пальма и Ла-Гомера, и преимущественно пожилыми людьми.
- Как и в большинстве диалектов испанского языка, используемых за пределами материковой части Испании, используется уменьшительный суффикс — itito как усиление уменьшительного суффикса -ito, например: Hacemos Una comidita, или, с усилением — comiditita; аналогично Chiquito — chiquitito.
- Как и в большинстве диалектов испанского языка, используемых за пределами материковой части Испании, в некоторых словах уменьшительные слоги подавляются, например: Cochito вместо cochecito (о маленьком автомобиле), или florita вместо florecita.
- Главной отличительной чертой испанского языка, на котором говорят за пределами Пиренейского полуострова, является сходное произношение звуков "S " и " Z/C мягкий ". Например, caza («охота») произносится так же, как сasa («дом»)[5]. Эта особенность характерна для большинства испаноговорящих за пределами северных трёх четвертей Испании[6][7].
- Дебуккализация /S/. В некоторых испанских диалектах и говорах /s/ в конце слога переходит в [h] или [ɦ]. Эта особенность характерна для Андалусии, Эстремадуры, Мурсии (где слоги оканчиваются на /с /, /θ/, /х/), области Карибского бассейна, Веракруса, карибского побережья Колумбии и Венесуэлы и большинства стран Латинской Америки[8].
- / X / (на письме обозначается как <g> перед /е/ или /I/ или <j>) обычно произносится с придыханием или как [h], эта фонетическая особенность также распространена в Андалусии (особенно в Западной Андалусии), в области Карибского бассейна, на южном побережья Мексики, во всей Колумбии, на карибском побережье Венесуэлы, и в большинстве остальных испаноговорящих стран Латинской Америки.
- Исчезновение в определенных выражениях предлога «де», как и в многих диалектах испанского за пределами материковой части Испании, например: casa Marta вместо casa de Marta, gofio millo вместо gofio de millo и т. д.
- Диграф «ch», как в слове «chocolate», в основном произносится как палатальная взрывная /C/ (иногда как ⟨ɟ⟩ в сельской местности), в отличие от глухой постальвеолярной аффрикаты /tʃ/ в остальных испанских акцентах.

### Лексика
Лексика канарского диалекта испытала многочисленные воздействия, в ней сохранились архаизмы от кастильского диалекта времён завоевания Канарских островов, такие как «apopar» («льстить»). Имеется также влияние лексики языка гуанчей, особенно в топонимии. Кроме того, многие канарские имена имеют происхождение из языка гуанчей, такие как Gara, Acerina, Beneharo, Jonay, Tanausú, Chaxiraxi, Ayoze и Yaiza.